# Pterula bresadolana
Pterula bresadolana är en svampart som beskrevs av Henn. 1893. Pterula bresadolana ingår i släktet Pterula och familjen mattsvampar.   Inga underarter finns listade i Catalogue of Life.